# Успение Богородично със Свети Йоан Кръстител и Света Екатерина Александрийска
„Успение Богородично със Свети Йоан Кръстител и Света Екатерина Александрийска“ (на италиански: Assunzione della Vergine con san Giovanni Battista e santa Caterina d'Alessandria) е картина на италианския художник Фра Бартоломео вероятно от 1516 г. Картината (311 x 203 cm) е изложена в Зала 10 на Национален музей „Каподимонте“ в Неапол. Използваната техника е маслени бои върху дърво.

## История
Олтарната картина, спомената от Джорджо Вазари, вероятно е рисувана през 1516 г. по поръчка на църквата „Санта Мария в Кастело“ в Прато, тъй като според източниците това е годината, в която е предадена поръчката.
През 1800 г. тя е извадена от депозита на църквата „Сан Луиджи дей Франчези“ в Рим и е закупена от Доменико Венети, който я пренася в Неапол за Колекцията на Бурбоните, а по-късно е изложена в Музей „Каподимонте“ в Неапол.

## Описание
Творбата се придържа към типичния за Фра Бартоломео стил – симетрична композиция и използване на меки цветове за желаната от художника, вдъхновен от моделите на Рафаело Санцио, божествена картина.
В центъра на картината е изобразено Успение Богородично, чиято подготвителна рисунка се съхранява в Галерия „Уфици“ във Флоренция. Дева Мария е заобиколена от ангели. На гроба с цветя от лявата страна е фигурата на Свети Йоан Кръстител, а от дясната – тази на Света Екатерина Алесандрийска.
Горната част на картината се характеризира със златен фон – техника, разработена от художника по време на престоя му във Венеция през 1508 г.